# 吕比讷
吕比讷（法語：Lubine，法語發音：[lybin] ⓘ）是法国大東部大區孚日省的一个市镇，属于孚日圣迪耶区。

## 地理
吕比讷（48°19'0"N, 7°9'6"E）面积14.85 平方千米，位于法国大東部大區孚日省，该省份为法国东北部内陆省份，北起默兹省和默尔特-摩泽尔省，西接上马恩省，南至上索恩省和贝尔福地区省，东临上莱茵省和下莱茵省。
与吕比讷接壤的市镇（或旧市镇、城区）包括：布吕什堡、萨勒、于尔贝、龙巴勒弗朗、圣克鲁瓦欧米讷、吕斯、普罗旺谢尔和科尔鲁瓦。

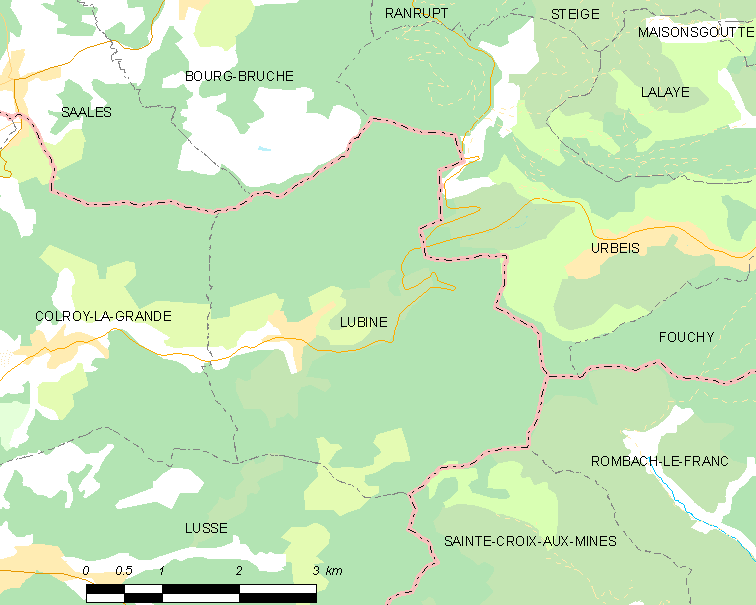
吕比讷的OSM定位图

吕比讷的时区为UTC+01:00、UTC+02:00（夏令时）。

## 行政
吕比讷的邮政编码为88490，INSEE市镇编码为88275。

## 政治
吕比讷所属的省级选区为孚日圣迪耶第二县。

## 人口

1962-2008年间吕比讷人口变化图示

吕比讷于2022年1月1日时的人口数量为245人。